# Odorama

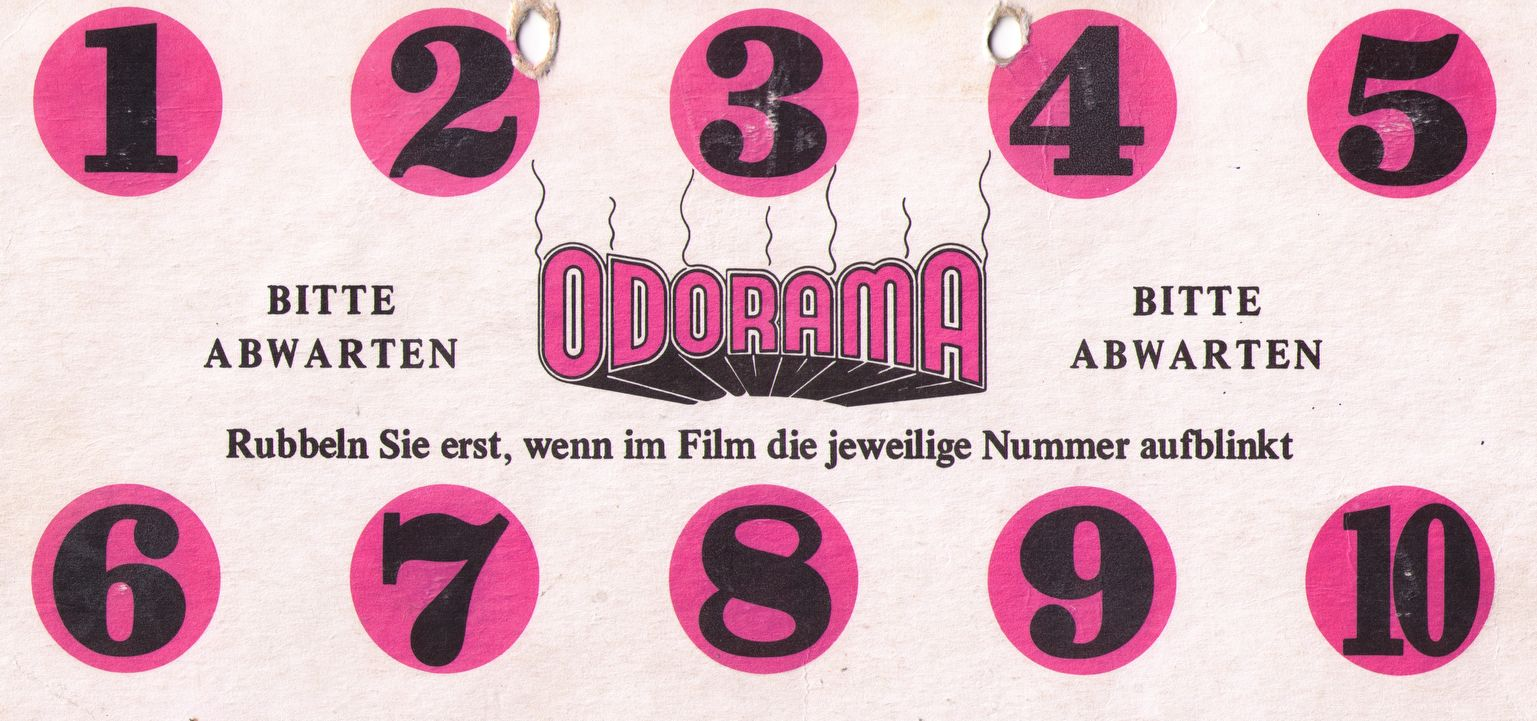
Targeta amb olors utilitzada durant la projecció de Polyester

Odorama és una experiència cinematogràfica immersiva que barreja imatges en moviment i olors. Aquesta tècnica va ser creada i utilitzada per primer cop pel director, guionista, productor i actor estatunidenc John Waters, qui es va popularitzar en els anys 70 per les seves pel·lícules transgressores que avui en dia poden ser considerades com a cinema de culte. L'objectiu d'aquesta tècnica era provocar una experiència més real i immersiva pels espectadors, fent que aquests poguessin olorar el mateix que els protagonistes del film projectat. Al entrar a la sala de cinema, l'espectador rebia una targeta amb números que s'havien de rascar quan la pel·lícula ho indiqués. En ser rascades, la targeta desprenia una olor determinada. L'Odorama no és utilitzat a les sales i pel·lícules més convencionals, però si va servir com a referent per a altres experiències cinematogràfiques immersives com el cinema 4D.

## Antecedents
Abans que el director John Waters creés el sistema Odorama, altres cineastes van intentar crear experiències més reals i immersives a les sales de cinema. Al final de la dècada dels 50, William Castle, director, productor i actor estatunidenc, ja va intentar afegir diferents efectes a les seves pel·lícules de terror, com esquelets que sobrevolavan la sala o butaques que provocaven descàrregues elèctriques. També trobem altres exemples com el de la pel·lícula Els horrors del museu negre (1959), on es va intentar hipnotitzar al públic amb un vídeo previ a la projecció del film.
No va ser fins a l'any 1959 quan Hans Laube va idear la tècnica Smell-O-Vision o Olorvisió una experiència que va permetre per primer cop al espectador olorar el que el protagonista olorava. La primera i última pel·lícula en utilitzar aquesta tècnica va ser The Scent of Mystery (1860) de Jack Cardiff. Durant la seva projecció, un sistema de ventilació situat sota les butaques del cinema anava desprenent diferents aromes i olors, com per exemple l'olor de tabac o de vi, de manera sincronitzada amb les imatges projectades. Aquest sistema no va tenir èxit degut a les seves limitacions, com que l'olor no arribava a tota la sala o que no era del tot clar.

## Aparició del Odorama
Després de dirigir diversos títols destacats per la seva irreverència i destinats a un públic més adult, John Waters estrena al 1981 el seu film Polyester, una pel·lícula menys explícita que les seves anteriors produccions però que no abandona la essència del director. Va a ser amb aquest títol quan Waters va presentar el seu Odorama, ja que Polyester ja tenia escenes i gags creats específicament per poder utilitzar aquesta tècnica. Al entrar en el cinema, cada espectador va rebre una targeta numerada de l'1 al 10. Cadascuna d'aquests números tenia una olor determinada que havia de ser descoberta en un moment determinat del filme. Concretament, algunes de les olors de la targeta eren roses, cola d'enganxar, pizza, gasolina, ambientador i altres olors més molestes i desagradables directament relacionades amb el to informal del cinema del director.
Encara que no totes les olors es podien percebre en claritat, la projecció de Polyester amb Odorama va tenir més èxit que The Scent of Mystery amb Smell-O-Vision, el que va permetre que arribés a altres racons del món. Per exemple, Polyester va ser estrena juntament amb el sistema Odorama al 1983 a Espanya, concretament al cinema Fantasio de Barcelona.

## Llegat
Encara que el sistema Odorama no va ser un èxit rotund, encara trovem algunes situacions on a tornat a ser utilitzat o imitat. A l'any 1980, la cadena de televisió MTV va posar a la venda el film The Scent of Mystery acompanyada d'una targeta d'olors per poder reviure la pel·lícula amb olors, però aquesta vegada amb el sistema Odorama. Més tard, altres títols com Rugrats Go Wild! (2003) o Spy Kids 4 (2011) també van voler reprendre l'Odorama i homenatjar el treball de John Waters.
Els parcs temàtics van ser els següents en voler crear experiències cinematogràfiques immersives a través dels ara coneguts com a cinemes 4D. Entre altres efectes que van anar incorporant a les seves sales com el 3D o el moviment de butaques, alguns parcs van fer servir els olors per incrementar la sensació de realisme. Un exemple molt clar és Disney World, que va incorporar olors en atraccions com Honey, I Shrunk the Audience.
Al 2006, l'empresa japonesa NTT Communications va incorporar olor en algunes escenes del film The New World (2005). Al 2013, l'enginyer Raúl Porcar va crear l'Olorama, un programa que permetrà la sincronització de vídeo digital i olors.